# 江西省九江第一中学
江西省九江第一中学简称九江一中，位于江西省九江市甘棠湖南岸，占地188亩，建筑面积4.3万平方米，创办于1902年，为赣北地区第一所现代公立中学，其前身为宋明理学奠基人周敦颐所创办的濂溪书院。2011年9月1日，占地200亩的九江一中八里湖校区竣工开学。八里湖校区的落成，开创了九江一中“一校两区”办学格局的新时代。学校现有62个教学班，3600多名学生，305名教职工。
校训：严、实、诚、勇（严以治学，实以求真，诚以立身，勇以遂志）
教风：敬业、爱生、求实、创新
学风：诚朴、勤奋、自主、上进
培养目标：“三有”：有强烈的社会责任感、有严谨的科学态度、有健康的身心素质；“四会”：会做人、会生活、会求知、会创造；“打基础”：为学生的一生发展打下宽厚坚实的基础

## 历史沿革
九江一中创建于1902年，百年中，校易名凡十一，迁址凡五。1980年4月12日九江地区行署决定正式更名为“江西省九江第一中学”，沿用至今。
| 时间       | 校址                                 | 校名                       | 备注                                                             |  |
| 1902年     | 世德坊                               | 新濂溪书院                 |                                                                  |  |
| 1902年     | 世德坊                               | 九江中学堂                 |                                                                  |  |
| 1912年     | 世德坊                               | 九江中学堂                 | 九江府改办                                                       |  |
| 1914年     | 世德坊                               | 江西省立第三中学           |                                                                  |  |
| 1927年     | 世德坊、旧试院二处                   | 江西省立九江中学           | 学校规模扩大，书院不够用，政府遂将旧试院划给九江中学             |  |
| 1927年     | 旧试院、府圣庙二处                   | 江西省立第四中学           | 因省六师合并又独立出去，遂改名，让出书院、校舍予省立第三女子中学 |  |
| 1933年     | 1930年迁入甘棠南岸北洋阀邓如琢私家园 | 江西省立九江乡村师范       | 1938年学校迁往铅山、河口、杨村一带办学                           |  |
| 1941年     | 上饶杨村一带                         | 江西省立九江中学           | 1946年回九江                                                     |  |
| 1952年     | 甘棠湖南岸，今滨湖1号                | 江西省九江第一中学         |                                                                  |  |
| 1955年     | 甘棠湖南岸，今滨湖1号                | 江西省九江第一高级中学     |                                                                  |  |
| 1959年     | 甘棠湖南岸，今滨湖1号                | 江西省九江市高级中学       |                                                                  |  |
| 1961年     | 甘棠湖南岸，今滨湖1号                | 江西省九江第一中学         |                                                                  |  |
| 文革期间   | 甘棠湖南岸，今滨湖1号                | 江西省九江市第一“五七”中学 |                                                                  |  |
| 1980年至今 | 甘棠湖南岸，今滨湖1号                | 江西省九江第一中学         | 恢复1952年校名                                                   |  |

## 著名校友
- 蒋彝
- 许德珩